# Aixette
Aixette – rzeka we Francji, przepływająca przez teren departamentu Haute-Vienne, o długości 27,1 km. Stanowi lewy dopływ rzeki Vienne.